# Euthalia fulvomaculata
Euthalia fulvomaculata är en fjärilsart som beskrevs av Jean-Baptiste Capronnier 1889. Euthalia fulvomaculata ingår i släktet Euthalia och familjen praktfjärilar. Inga underarter finns listade i Catalogue of Life.